# Ljungarums församling
Ljungarums församling var en församling i Tveta kontrakt i Växjö stift. Församlingen låg i Jönköpings kommun i Jönköpings län.
Församlingen uppgick 2006 i Jönköpings Kristina-Ljungarums församling.
Församlingskyrkor var Ljungarums kyrka och Sanna kyrka.

## Administrativ historik
Församlingen har medeltida ursprung. Den 30 november 1556 införlivades Sanna församling.
Församlingen var annexförsamling i pastoratet Jönköpings Kristina och Ljungarum som mellan 1852 och 1 maj 1924 även omfattade Jönköpings Sofia församling. Församlingen uppgick 2006 i Jönköpings Kristina-Ljungarums församling.
Församlingskod var 068003.

## Areal
Ljungarums församling omfattade den 1 november 1975 (enligt indelningen 1 januari 1976) en areal av 25,6 kvadratkilometer, varav 24,8 kvadratkilometer land.

## Komministrar
| Ämbetstid | Namn                    | Levnadstid | Övrigt |
| --------- | ----------------------- | ---------- | ------ |
| 1921–     | Henrik Adolf Ekberg     | född 1895  |        |
| 1925      | Per Anders Erik Pleijel | född 1889  |        |

## Klockare, kantor och organister
| Ämbetstid | Namn                  | Levnadstid | Övrigt                |
| --------- | --------------------- | ---------- | --------------------- |
| 1720      | Nils Jonsson          |            | Klockare              |
| 1770-1788 | Jacob Wernander       | 1725-1788  | Klockare              |
| 1789-1832 | Hans Jönsson Wibbling | 1758-1832  | Klockare              |
| 1833-1838 | Nils Johan Andersson  | 1798-1838  | Klockare och organist |
| 1839-1848 | Carl Magnus Bergström | 1814-      | Klockare och organist |